# 烏馬拉塔火山

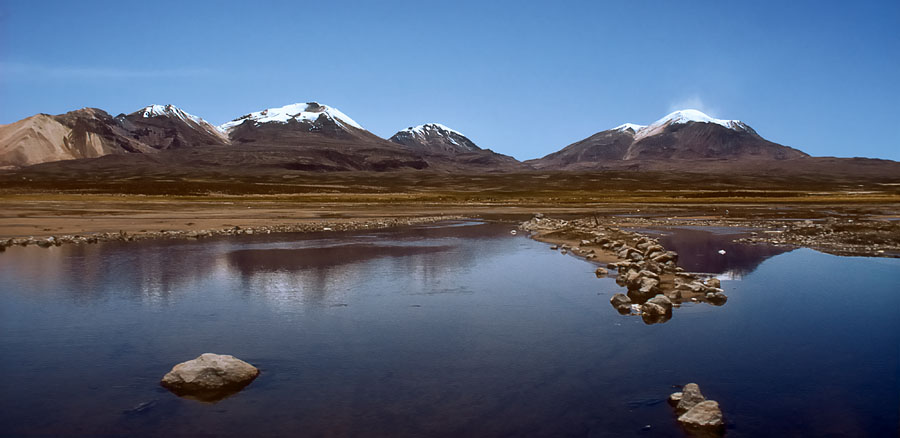

烏馬拉塔火山是玻利維亞的火山，位於該國西部，屬於安第斯山脈的一部分，與阿科坦戈火山和卡普拉塔火山組成火山群，海拔高度5,601米。